# Curva fechada

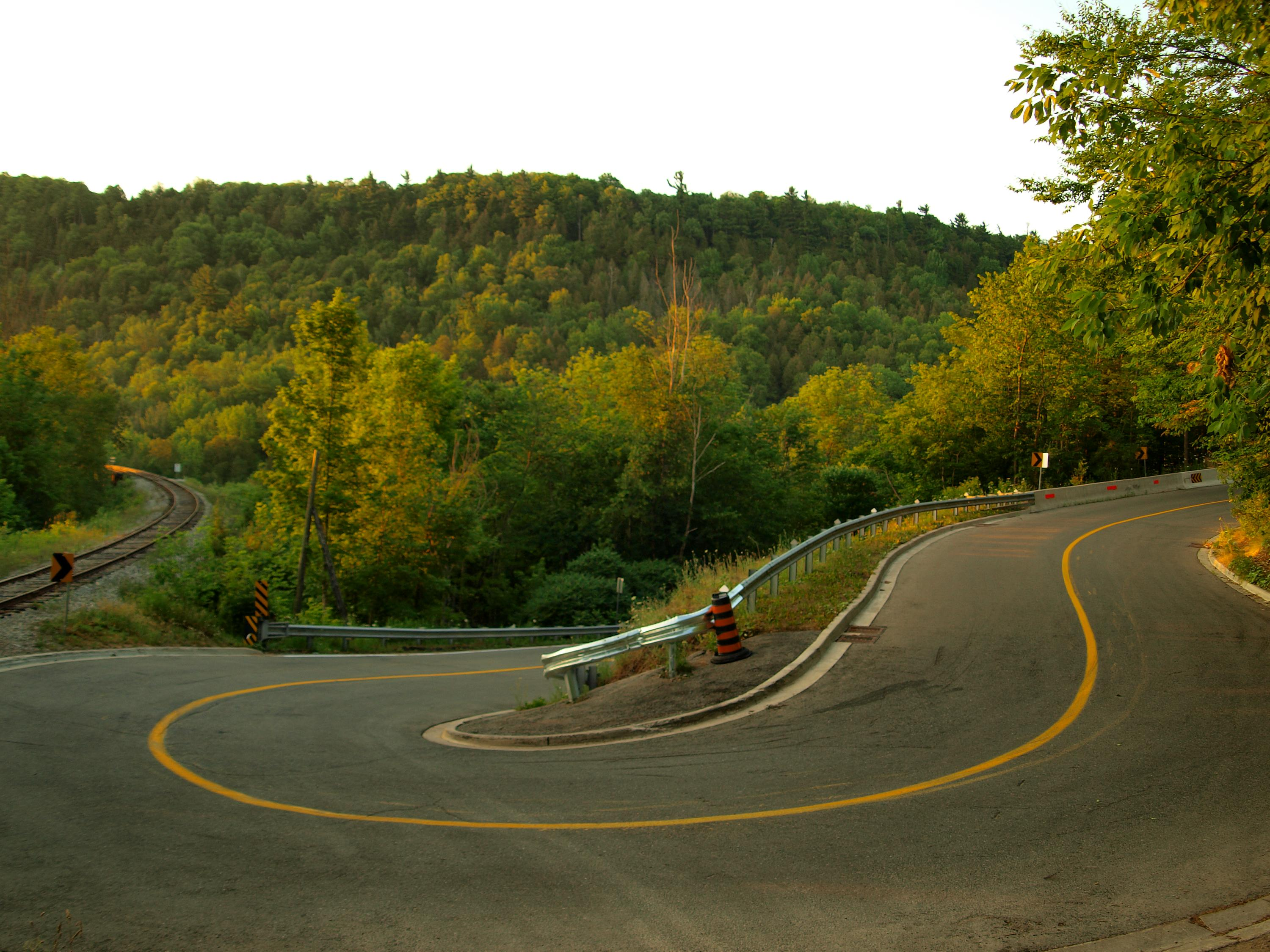
Estrada com curva fechada.

Uma curva fechada é uma curva em uma estrada com um ângulo interno muito alto, tornando necessário que um veículo que se aproxima faça uma curva de cerca de 180° para continuar na estrada. As curvas fechadas geralmente são construídas quando uma rota sobe ou desce uma encosta íngreme de uma montanha, para que possa percorrer a encosta com inclinação moderada, geralmente são dispostas em um padrão em ziguezague.
Estradas com curvas fechadas repetidas permitem subidas e descidas mais fáceis e seguras no terreno montanhoso do que uma subida e descida direta e íngreme, percorrendo maiores distâncias e com limites de velocidade mais baixos, devido à nitidez da curva.